# Trudovaci, Zolociv
Trudovaci (în ucraineană Трудовач) este un sat în comuna Velîka Vilșanîțea din raionul Zolociv, regiunea Liov, Ucraina.

## Demografie
Componența lingvistică a localității Trudovaci
     Ucraineană (99,37%)
     Alte limbi (0,63%)
Conform recensământului din 2001, majoritatea populației localității Trudovaci era vorbitoare de ucraineană (99,37%), existând în minoritate și vorbitori de alte limbi.